# Lutz Ahnfeld
Lutz Ahnfeld (* 19. Februar 1958 in Rostock) war Abgeordneter der FDJ in der Volkskammer der Deutschen Demokratischen Republik.

## Leben
Der Sohn eines Ingenieurs und einer Hebamme absolvierte nach dem Besuch der Oberschule eine Lehre als Facharbeiter für Holztechnik im Möbelkombinat Ribnitz-Damgarten und war danach als Facharbeiter im gleichen Betrieb tätig. Am 17. Oktober 1976 wurde er zum Abgeordneten der Volkskammer gewählt. Er war damit der jüngste Abgeordnete der Volkskammer. Dort war er bis zum Ende der Wahlperiode am 10. März 1990 Mitglied der Fraktion der Freien Deutschen Jugend (FDJ). Von 1976 bis 1979 leistete er freiwillig Dienst in der NVA und wurde während seiner Militärzeit 1977 Mitglied der Sozialistischen Einheitspartei Deutschlands (SED). Er verrichtete seinen Militärdienst als Unteroffizier im Jagdfliegergeschwader „Heinrich Rau“. Anfang Oktober 1981 wurde er von Egon Krenz mit der Artur-Becker-Medaille in Gold ausgezeichnet. 1981 ging er nach einer kurzen Beschäftigung als Betonarbeiter wieder zum Möbelkombinat Ribnitz-Damgarten, arbeitete dort als Maschinenfahrer und seit 1984 als Schichtmeister. Nach dem Besuch der Bezirksparteischule Rostock 1982/83 wurde er 1983 APO-Sekretär der SED im VEB Faserplattenwerk Ribnitz-Damgarten. Von 1986 bis 1989 war er Stellvertreter des FDJ-Fraktionsvorsitzenden in der Volkskammer. Am 12. November 1989 wählte ihn die FDJ-Fraktion als Nachfolger von Hans-Joachim Willerding zum neuen Vorsitzenden. Am 22. Februar 1990 wurde er zum Stellvertretenden Vorsitzenden der Wahlkommission der DDR zur Vorbereitung der Volkskammerwahl 1990 gewählt und damit Stellvertreter von Petra Bläss.
Nach der Deutschen Wiedervereinigung wurde er 1992 Leiter der Jugendherberge Binz auf der Insel Rügen.